# 켈라스 고양이
켈라스 고양이(Kellas cat)는 스코틀랜드가 원산지인 크고 검은 고양이이다. 스코틀랜드산 고양이과 동물 사이의 잡종이다. 한때는 신화 속의 야생 고양이로 여겨졌으나, 거의 목격되지 않아 1984년 한마리가 올무에 걸려 죽었고, 스코틀랜드들고양이와 집고양이 사이의 잡종인 것으로 밝혀졌다. 그것은 공식적인 고양이 품종이 아니다. 처음 발견된 모레이의 켈라스 마을에서 이름을 따왔다. 최초의 살아있는 고양이로 알려진 이 고양이는 투모로우즈 월드 팀에 의해 잡혔고 1986년 프로그램 '큰 고양이의 발자취에서'에 출연했다. 역사학자 찰스 토머스는 골스피에 있는 픽트인의 돌에 켈라스 고양이가 그려져 있을 것이라고 추측했다. 현재 던로빈 성 박물관에 소장되어 있는 골스피 돌은 연어 위에 고양이와 같은 생물이 서 있는 모습을 보여주는데, 이는 켈라스 고양이가 강에서 수영하면서 물고기를 잡는 특징을 보여준다.